# Мид-Девон
Мид-Девон (англ. Mid Devon) — неметрополитенский район (англ. non-metropolitan district) в графстве Девон, Англия. Районный совет Мид-Девона находится в городе Тивертон.
Район был сформирован 1 апреля 1974 года согласно Закону о местном управлении 1972 г. слиянием боро Тивертон и городского округа Кредитон вместе с Тивертонским и Кредитонским сельскими округами.
До 1978 г. район назывался Тивертон, но был переименован по решению районного совета.

## География
Мид Девон граничит с другими районами графства Девон (Ист Девон, Норт Девон, Уэст Девон, Тинбридж, Торридж и Эксетер) и графством Сомерсет. Через район протекают реки Экс, Калм и Ё.

## Туризм

### Великий Западный канал
Великий Западный канал тянется с Канал Хилл в Тивертоне до окрестностей деревни Гринхэм в Сомерсете. Канал более не используется в транспортных целях, но пользуется популярностью у туристов. Доступны пешие прогулки вдоль берега и поездка на барже на конной тяге. На конце канала со стороны Канал Хилл находится неподвижная баржа с буфетом. Канал является одной из двух туристических точек принадлежащих Совету графства Девон.

### Эксмур
Национальный парк Эксмур — национальный парк, расположенный в Мид Девоне и Сомерсете в Юго-Западной Англии. Парк площадью в 692 км² располагается на холмистых открытых вересковых пустошах. Эксмур — один из первых британских национальных парков — основан в 1954 году и назван в честь своей главной реки — Экс. Несколько участков пустоши были объявлены Участками особого научного интереса.

### Девонский железнодорожный центр
Девонский железнодорожный центр находится в Бикли в отреставрированной викторианской железнодорожной станции ныне закрытой ветки Эксетер-Дальвертон Большой Западной железной дороги. В центре работает 610-миллиметровая пассажирская железная дорога и находится большая коллекция узкоколейных подвижных составов, миниатюрная железная дорога и коллекция железнодорожных моделей.

## Основные населённые пункты
Основным городом района является Тивертон. Другие города: Калломптон и Кредитон.